# Corythaeola cristata

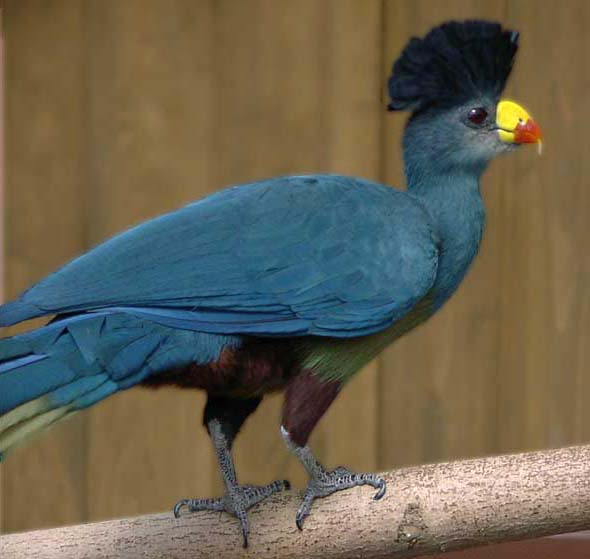
Corythaeola cristata

Il turaco azzurro gigante o turaco blu maggiore (Corythaeola cristata (Vieillot, 1816)), è un uccello della famiglia dei Musophagidae e unico rappresentante del genere Corythaeola.

## Sistematica
Corythaeola cristata non ha sottospecie, è monotipica.

## Distribuzione e habitat
Questo uccello vive nell'Africa centro-occidentale e centro-orientale, a nord dalla Guinea-Bissau a ovest fino al Sudan a est, e a sud dall'Angola a ovest fino alla Tanzania a est.